# Antonio De Luca (vescovo)
Antonio De Luca (Torre del Greco, 1º luglio 1956) è un vescovo cattolico italiano, dal 26 novembre 2011 vescovo di Teggiano-Policastro.

## Biografia
Nasce a Torre del Greco, in provincia e arcidiocesi di Napoli, il 1º luglio 1956.

### Formazione e ministero sacerdotale
Dopo aver emesso i primi voti nella Congregazione del Santissimo Redentore il 29 settembre 1973, consegue la licenza in teologia morale presso la Pontificia facoltà teologica dell'Italia meridionale.
Il 5 luglio 1981 è ordinato presbitero presso il Colle Sant'Alfonso a Torre del Greco.
Dopo l'ordinazione ricopre numerosi incarichi presso la Congregazione del Santissimo Redentore, impegnandosi per l'animazione della missione all'estero (Madagascar e Argentina) dei confratelli redentoristi. Cura soprattutto la formazione degli studenti e ricopre poi l'incarico di superiore provinciale della comunità redentorista.
Dal 1998 al 2003 è direttore e docente presso la Scuola di formazione per gli operatori pastorali.
Dal 2007 è pro-vicario episcopale per la Vita consacrata dell'arcidiocesi di Napoli. È membro del Collegio dei consultori e del Consiglio presbiterale dell'arcidiocesi di Napoli.

### Ministero episcopale

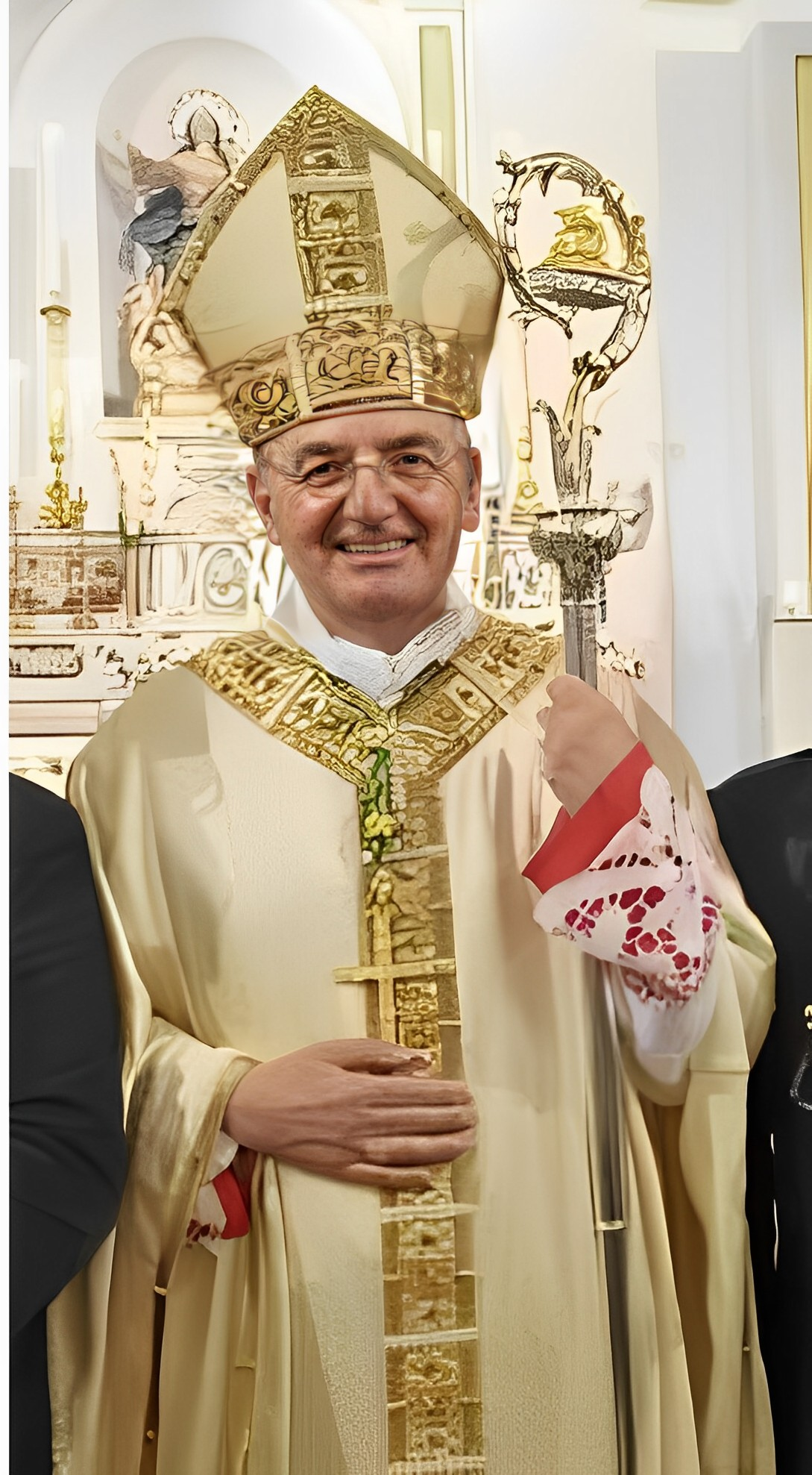
Mons. Antonio De Luca in occasione del decimo anniversario dell'ordinazione episcopale.

Il 26 novembre 2011 papa Benedetto XVI lo nomina vescovo di Teggiano-Policastro; succede ad Angelo Spinillo, precedentemente nominato vescovo di Aversa. Il 7 gennaio 2012 riceve l'ordinazione episcopale, nella cattedrale di Napoli, dal cardinale Crescenzio Sepe, arcivescovo metropolita di Napoli, co-consacranti l'arcivescovo Joseph William Tobin, segretario della Congregazione per gli istituti di vita consacrata e le società di vita apostolica, e il suo predecessore Angelo Spinillo. Il 4 febbraio seguente prende possesso della diocesi.
Nel 2021 è eletto segretario generale della Conferenza episcopale campana. Altresì sempre in seno alla CEC è delegato regionale per le Comunicazioni Sociali.
Il 4 marzo 2023, nella ricorrenza del IX centenario della morte di San Pietro Pappacarbone, vescovo di Policastro e patrono della diocesi di Teggiano-Policastro, indice uno speciale anno giubilare, inaugurato nella concattedrale Santa Maria Assunta di Policastro Bussentino, che si concluderà il 4 marzo 2024.

## Genealogia episcopale
La genealogia episcopale è:
- Cardinale Scipione Rebiba
- Cardinale Giulio Antonio Santori
- Cardinale Girolamo Bernerio, O.P.
- Arcivescovo Galeazzo Sanvitale
- Cardinale Ludovico Ludovisi
- Cardinale Luigi Caetani
- Cardinale Ulderico Carpegna
- Cardinale Paluzzo Paluzzi Altieri degli Albertoni
- Papa Benedetto XIII
- Papa Benedetto XIV
- Papa Clemente XIII
- Cardinale Enrico Benedetto Stuart
- Papa Leone XII
- Cardinale Chiarissimo Falconieri Mellini
- Cardinale Camillo Di Pietro
- Cardinale Mieczysław Halka Ledóchowski
- Cardinale Jan Maurycy Paweł Puzyna de Kosielsko
- Arcivescovo Józef Bilczewski
- Arcivescovo Bolesław Twardowski
- Arcivescovo Eugeniusz Baziak
- Papa Giovanni Paolo II
- Cardinale Crescenzio Sepe
- Vescovo Antonio De Luca, C.SS.R.